# Brygos-Maler

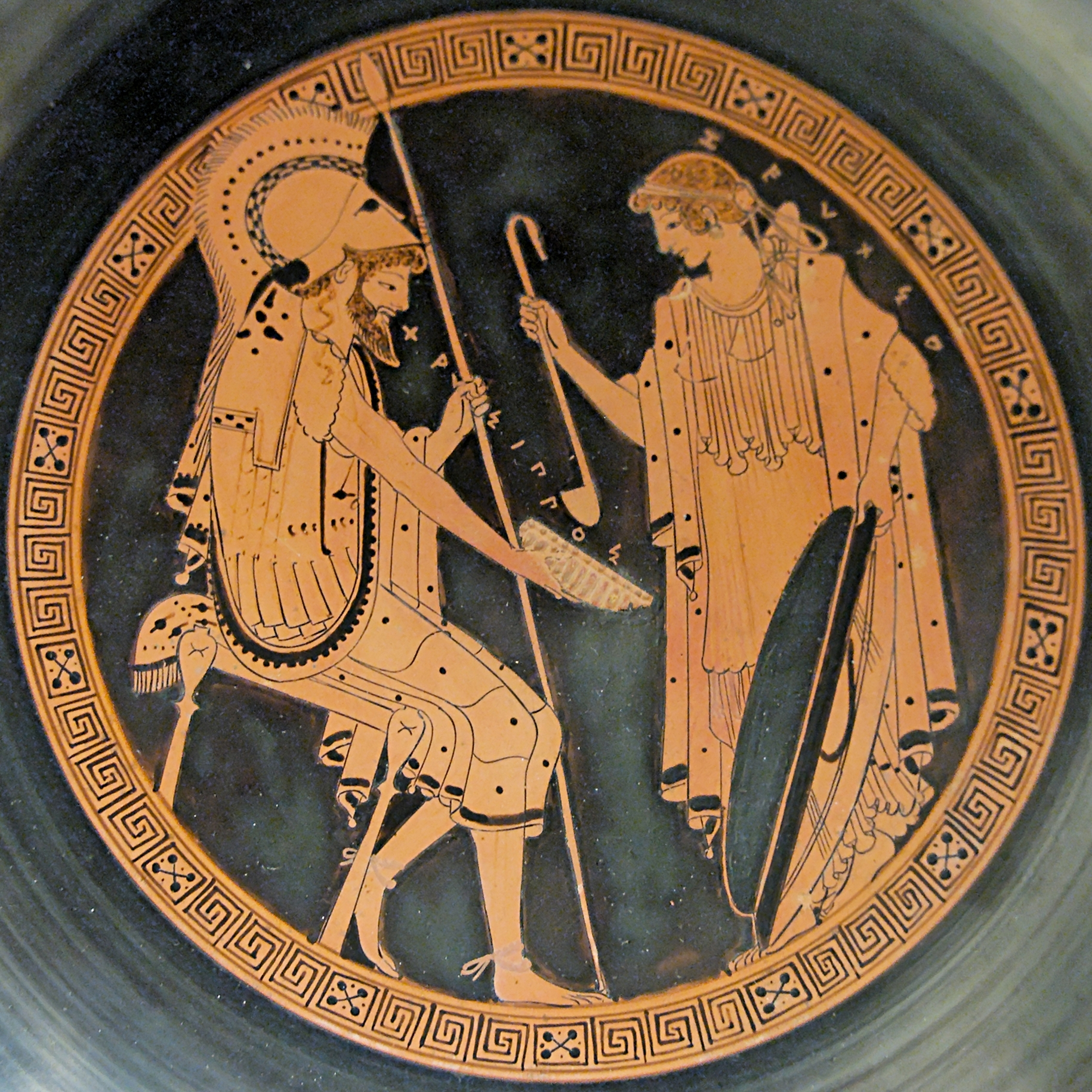
Zeuxo und Chrysippos, Schale um 490/80 v. Chr.

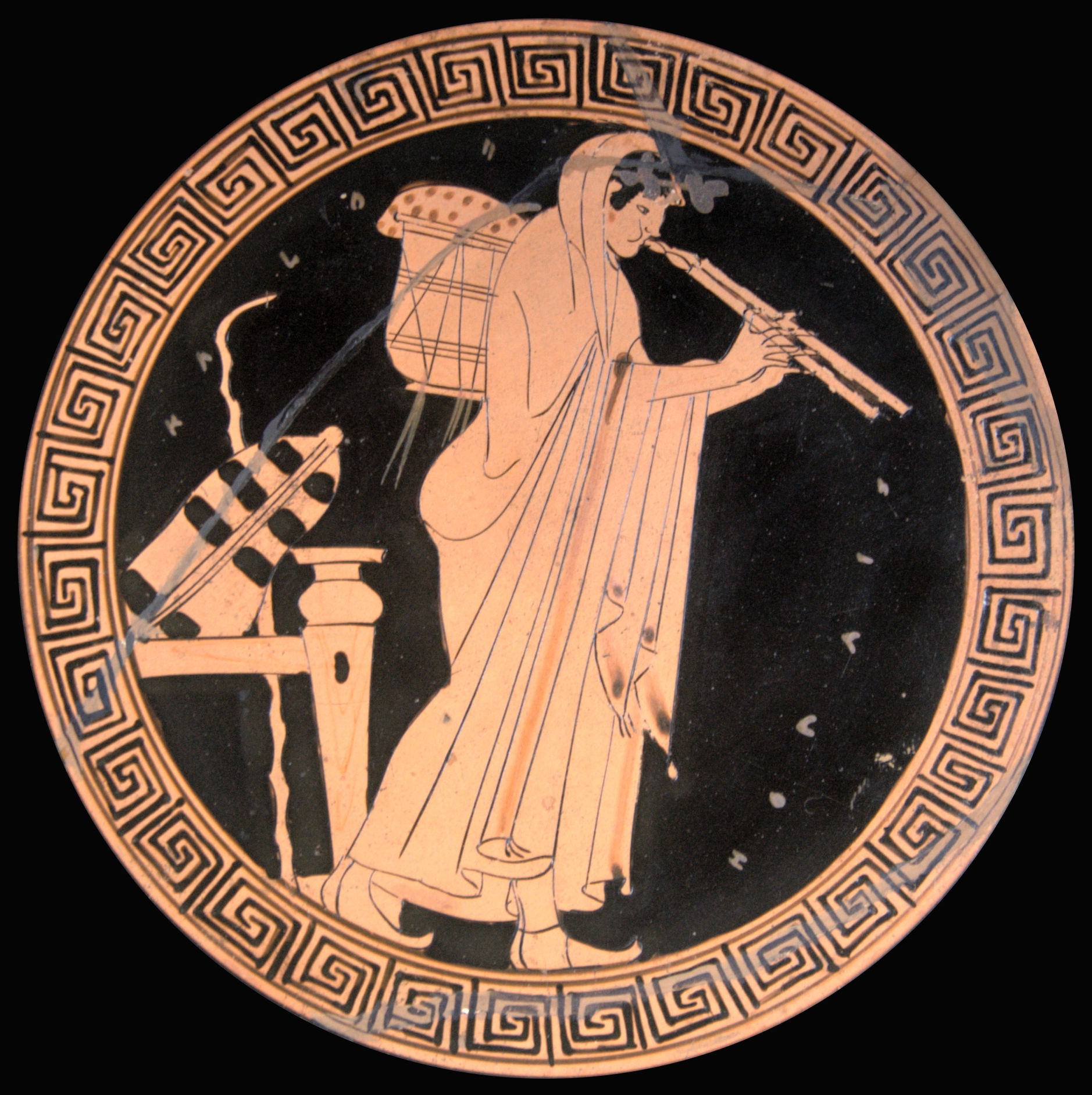
Aulosspieler, Schale um 490 v. Chr.

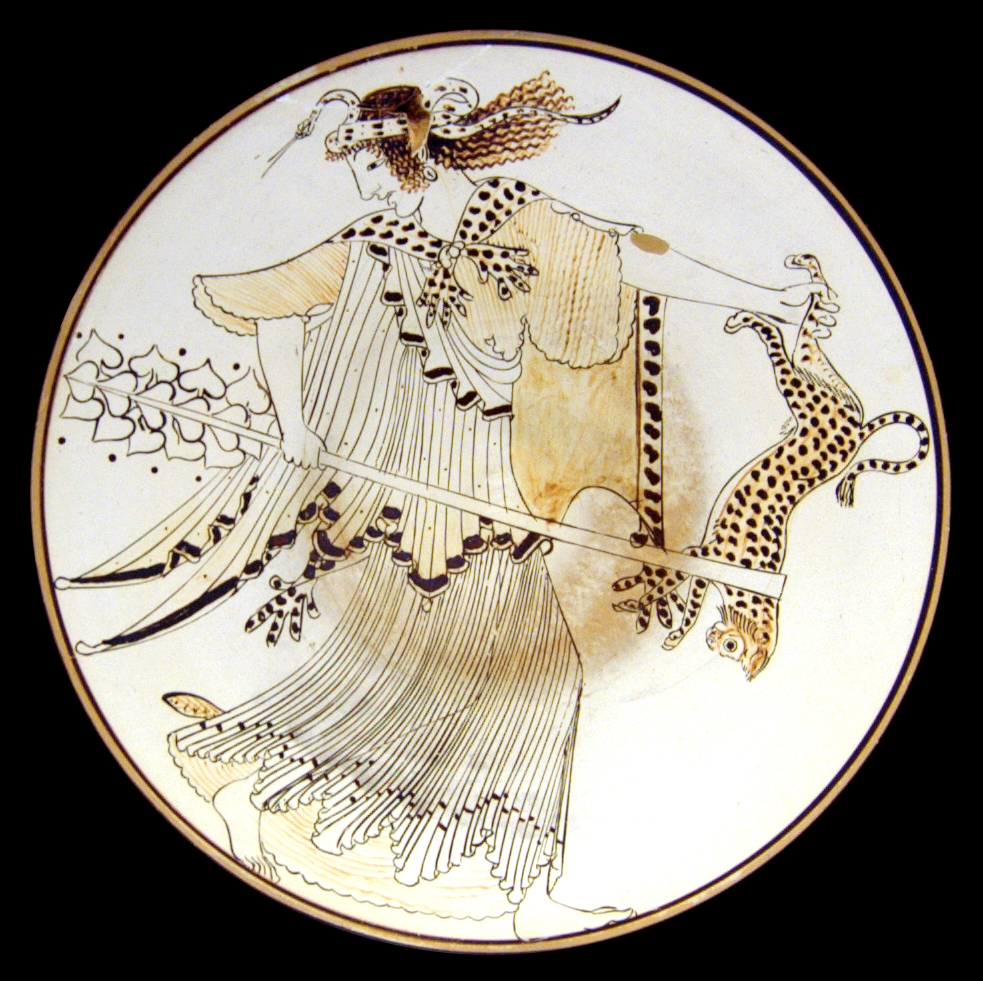
Rasende Mänade. In der rechten Hand hält sie einen Thyrsosstab, mit der Linken schleudert sie einen Panther durch die Luft. Eine züngelnde Schlange windet sich zum Diadem in ihrem Haar. Tondo von einer attischen weißgrundigen Kylix, 490–480 v. Chr.

Der Brygos-Maler ist ein attisch-rotfiguriger Vasenmaler der Spätarchaik. Er zählt neben Onesimos, Duris und Makron zu den wichtigsten Schalenmalern seiner Zeit. Er wirkte im ersten Drittel des 5. Jahrhunderts v. Chr., vor allem in den 480er und 470er Jahren.
Der Brygos-Maler bekam seinen Notnamen nach dem durch Signaturen bekannten Töpfer Brygos, für den er einen Großteil der produzierten Schalen bemalte. Er war wohl einer der produktivsten Vasenmaler, ihm werden bis heute mehr als 200 Arbeiten zugewiesen. Er bemalte neben Schalen nur wenige andere Vasenformen, darunter Skyphoi, Kopf-Kantharoi und Rhyta, zudem ein großes, einem Kalathos ähnliches Gefäß mit einer Ausgusstülle und einige Lekythen. Doch die meisten seiner Arbeiten waren Schalen des Typs B und C. Letztere verzichten meist auf Mäandergrundlinien, erstere stehen häufig auf konischen Füßen. Die Mäander um die Innenbilder sind selten fortlaufend, sie werden von Kreuzpaletten oder X-Zeichen mit Punkten an den Enden unterbrochen. Neben rotfigurigen Arbeiten sind auch einige weißgrundige bekannt.
Stilistisch steht der Brygos-Maler in der Tradition des frühen Onesimos. Vor allem in seiner frühen Phase gilt er als besonders kraftvoll und erfindungsreich. Seine Linienführung ist nicht immer ganz fein, doch sind die Haltungen seiner Figuren und die Ausdrucksstärke seiner Gesichter herausragend. Er gilt als der archaische Maler, der die Körperhaltung seiner Figuren am besten beherrscht. Er ist einer der ersten und auch einer der wenigen Maler, die es schaffen, ein Kind wirklich als Kind und nicht als kleinen Erwachsenen zu zeigen. Das spricht dafür, dass der Brygos-Maler viele Arbeiten aufgrund genauer Naturbeobachtungen geschaffen hat. Viele seiner Figuren sind durch ihr Lebensalter gekennzeichnet. Besonders gern zeigt er Symposien- und Athletenszenen. Seine Kopfzeichnungen sind recht leicht zu erkennen. Flache Schädeldecken, lange Nasen und schmale Augen, über denen recht hoch die Augenbrauen sitzen, sind für ihn typisch. Vor allem die Gestaltung der Münder ist herausragend, sieht man sie doch anatomisch weitgehend korrekt pfeifen, singen, Flöte spielen oder schlicht zusammengepresst. Ebenfalls typisch sind Stoppelbärte und Stoppelhaare bei Greisen oder beginnende Glatzen.
Auch seine mythologischen Darstellungen sind meist originell. So zeigt er einen toten Ajax, der von Tekmessa zugedeckt wird, die Auslösung des toten Hektors oder andere Szenen des Trojanischen Krieges. Dionysische Szenen sind ebenfalls nicht selten. Bekannt ist beispielsweise eine Schale, in der Satyrn die Göttinnen Iris und Hera angreifen. Während Iris versucht davonzufliegen, schützen Herakles und Hermes Hera. Dionysos steht jedoch recht unbeteiligt daneben. Die Figuren sind hier wie auch auf vielen anderen seiner Vasen inschriftlich benannt, manchmal wird sogar beschrieben, was die Figuren singen oder rufen. Trotz seiner Schreibfreude sind Lieblingsinschriften selten.
Zum Brygos-Maler gehört ein Kreis weiterer Künstler, die von diesem beeinflusst wurden oder in der Werkstatt des Töpfers Brygos beschäftigt waren. Dazu gehören etwa der Erzgießerei-Maler, der Briseis-Maler, der Dokimasia-Maler, der Maler von Louvre G 265 und der Maler der Pariser Gigantomachie.